# Liste des voies de Clermont (Oise)
Pour les articles homonymes, voir Clermont.
Cette liste énumère les voies - chemins, impasses, place, rues et ruelles, , etc. - de la ville de Clermont de l'Oise.

## A
- Rue des Acacias
- Rue Alexandre Dumas
- Rue Alphonse Daudet
- Impasse d'Alsace-Lorraine
- Chemin d'Auvillers à Clermont

## B

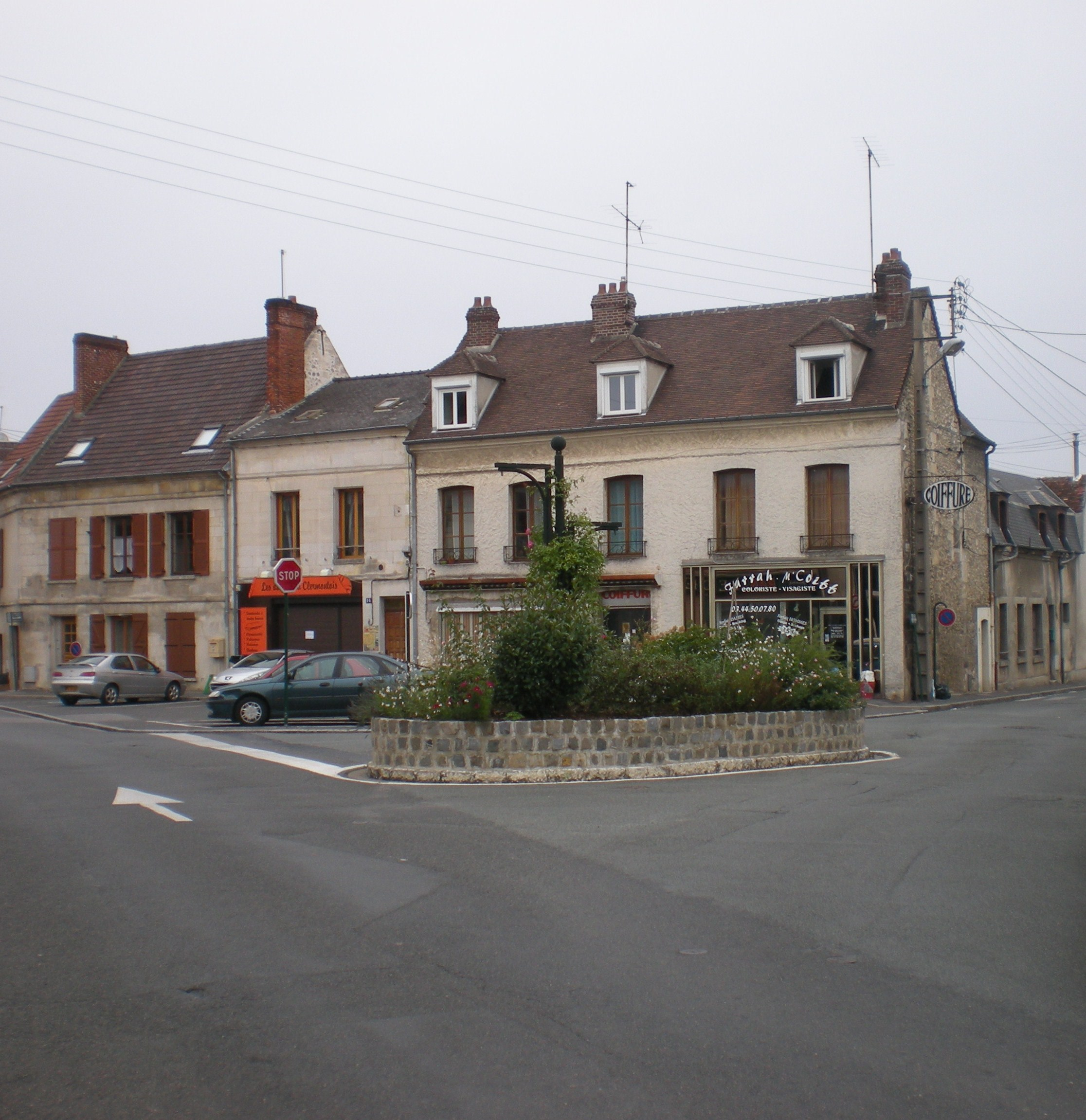
la place Bernard Laurent

- Ruelle Baleine
- Rue Belvue
- Place Bernard Laurent
- Rue de Béthancourtel
- Chemin Blanc
- Chemin de Bocquillon
- Impasse du Bocquillon
- Passage du Bocquillon
- Ruelle Boni
- Rue de la Brêche

## C

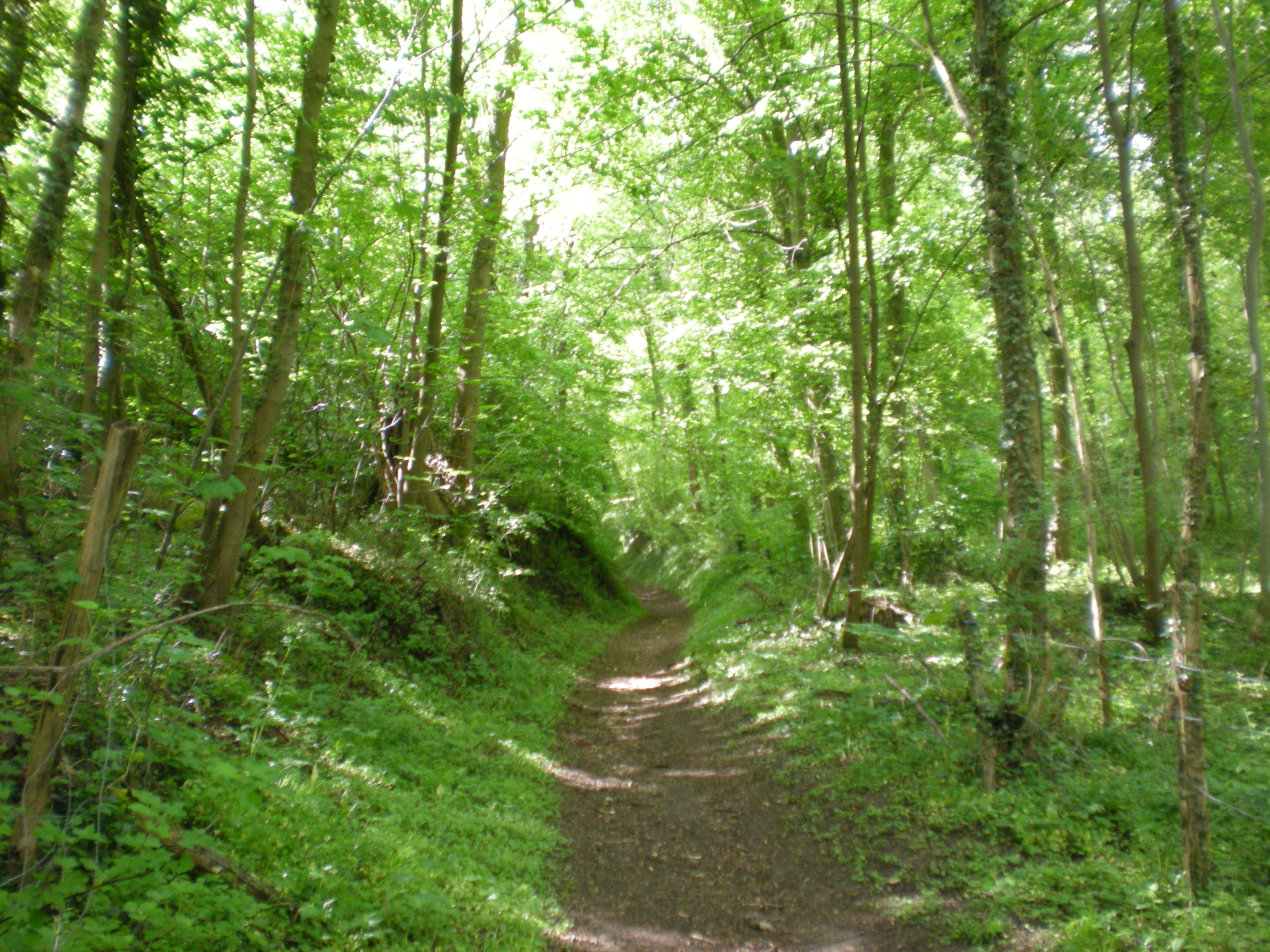
Le chemin de la cavée de Faÿ

- Rue Camille Saint-Saëns
- Place Camille Sellier
- Chemin de la Carrière Lagache
- Rue Cassini
- Ruelle des Candieux
- Rue de la Cavée
- Chemin de la Cavée de Faÿ
- Rue Chantelair
- Rue Cantepie
- Rue Charles Gervais
- Rue Charles Gounod
- Rue des Charmes
- Rue des Châtaigniers
- Rue du Châtellier
- Ruelle du Châtellier
- Promenade du Châtellier
- Rue du Chemin Blanc
- Rue de Chiarimonte Gulfi
- Impasse Claude Debussy
- Rue du Clos
- Passage du Clos
- Ruelle du Collège
- Rue des colimaçons
- Place Corroyer
- Rue de la Croix de Creil
- Rue de la Croix Picard

## D

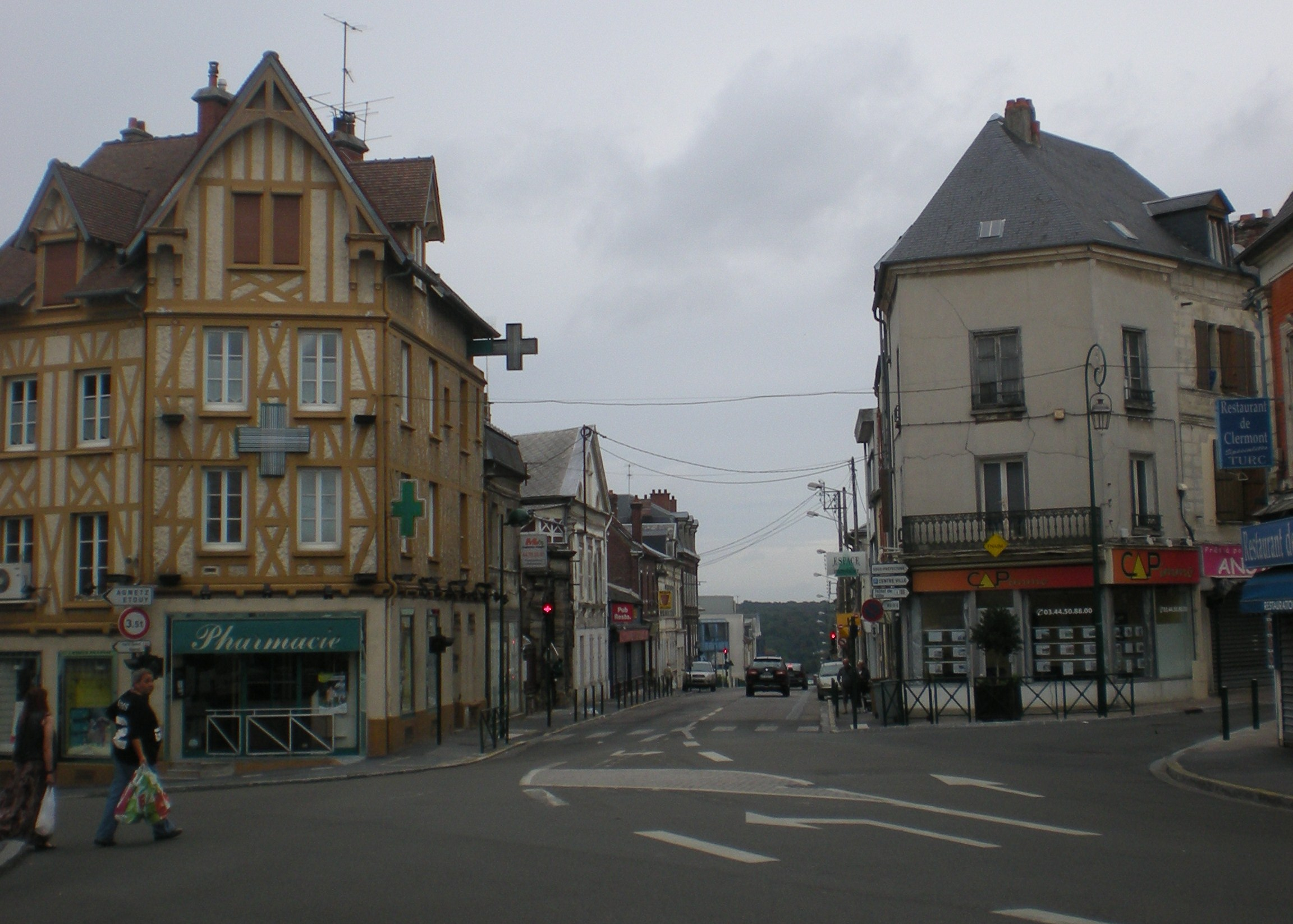
La place Descuignères

- Avenue des Déportés
- Place Descuignères
- Rue du Docteur Châtellier
- Rue du Docteur Parmentier
- Rue du Donjon
- Rue Dugay du Faÿ
- Impasse Duviver

## E
- Impasse Edith Piaf
- Rue de l'Église
- Rue Emile-Bousseau
- Place Emile-Bousseau
- Rue Emile Zola
- Rue Emme de Clermont
- Voirie Entre-deux bois
- Place de l'Equipée
- Chemin de l'Etang
- Rue Eugène Delahoutre
- Rue Eugène Fortin

## F

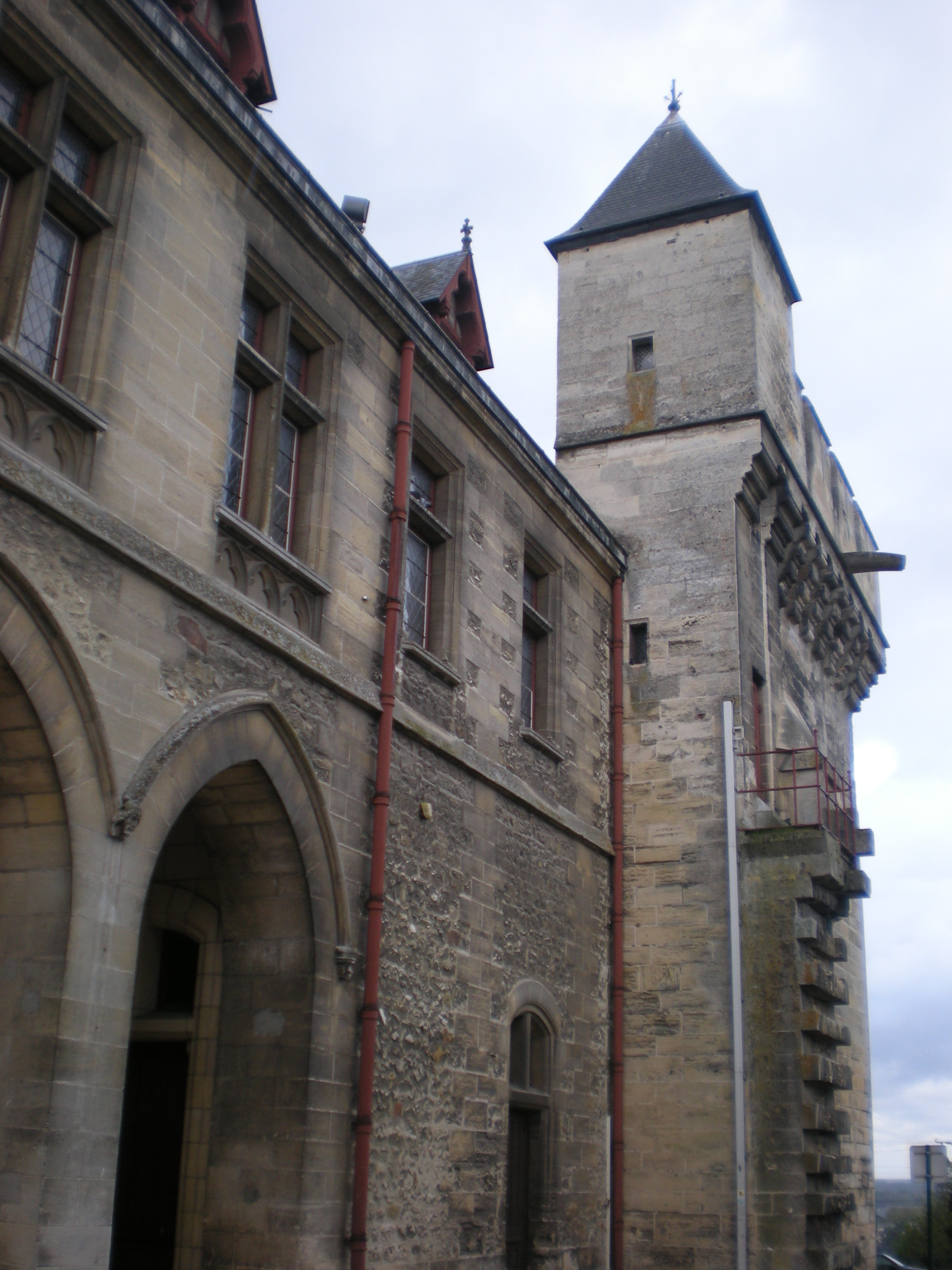
La façade nord de l'Hotel de Ville, dans la rue de la fontaine massé

- Rue de Faÿ
- Rue Fernand Borrée
- Rue Fernel
- Rue des Finets
- Impasse Flaubert
- Rue des Fontaines
- Rue de la Fontaine Massé
- Impasse Francis Poulenc
- Impasse François Couperin
- Rue Fréderic Chopin
- Rue Fréderic Raboisson
- Rue des Frères Labitte
- Ruelle des Froids Vents
- Sentier des Froids Vents

## G

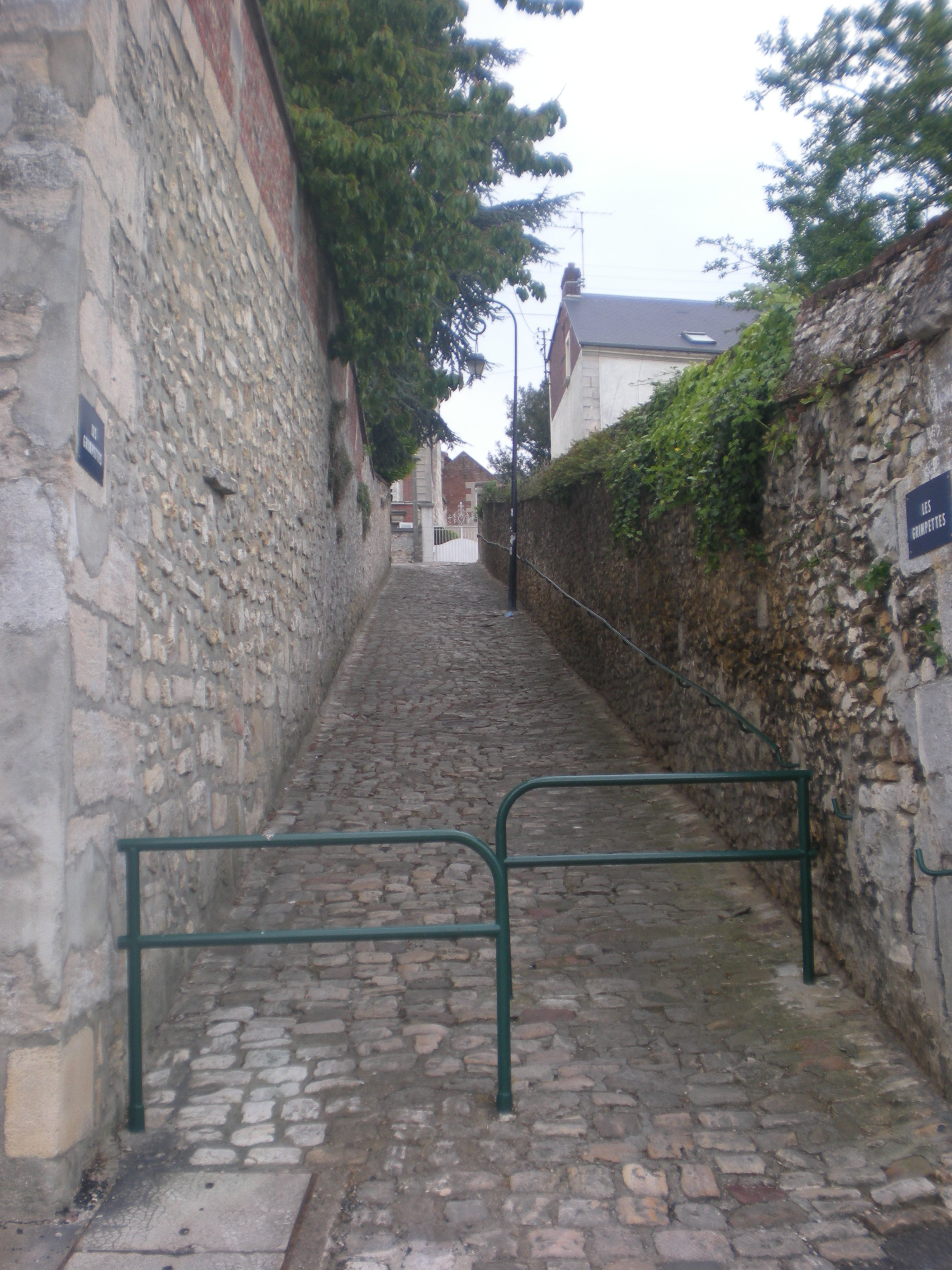
La Ruelle des Gloriettes.

- Avenue Gambetta
- Chemin de la Galette
- Place de la Gare
- Rue de la Garenne
- Sentier de la Garenne
- Rue du Général-de-Gaulle
- Place du Général-Leclerc
- Rue du Général-Moulin
- Rue du Général-Pershing
- Impasse Georges-Brassens
- Rue Georges-Fleury
- Rue Georges-Lesage
- Rue George-Sand
- Rue Gérard-de-Nerval
- Rue Gérard-Philipe
- Rue Gilbert-Diverny
- Passage des Gloriettes
- Rue Grévin
- Ruelle des Gloriettes

## H

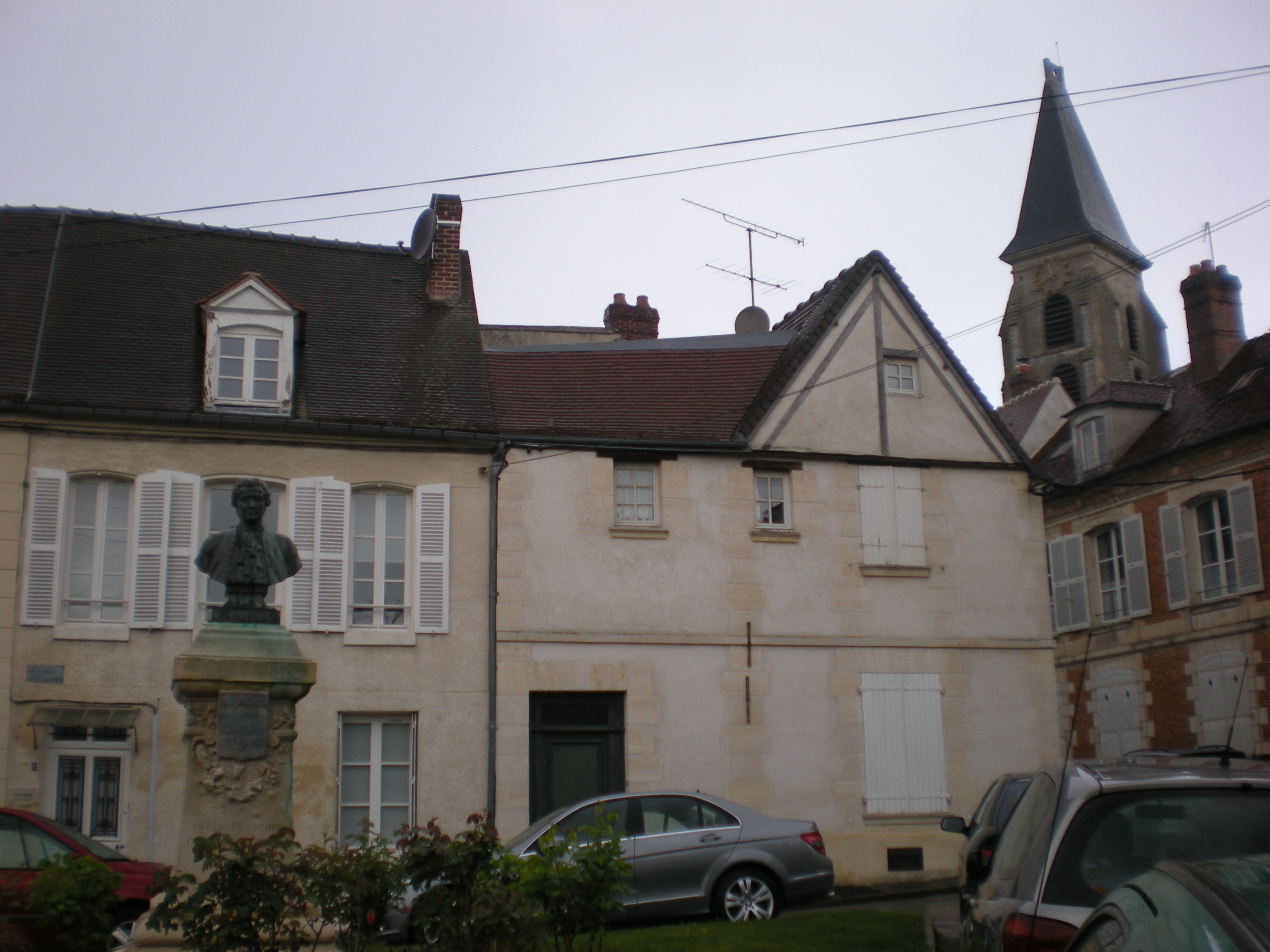
La place Henri Dunant

- Rue des Haies de Faÿ
- Rue Hector Berlioz
- Rue Henri Ayrald
- Impasse Henri Barbusse
- Rue Henri Breuil
- Place Henri Dunant
- Place de l'Hôtel de Ville

## J
- Rue de la Jacquerie
- Rue Jacques Brel
- Place Jean Bouet
- Avenue Jean Jaurès
- Rue Jules Verne
- Chemin de la Justice

## L
- Impasse Lavoisier
- Rue Léo Legrange
- Impasse des Lilas
- Rue Louise Michel
- Impasse Louise Perguaud
- Rue Louis Sanson

## M

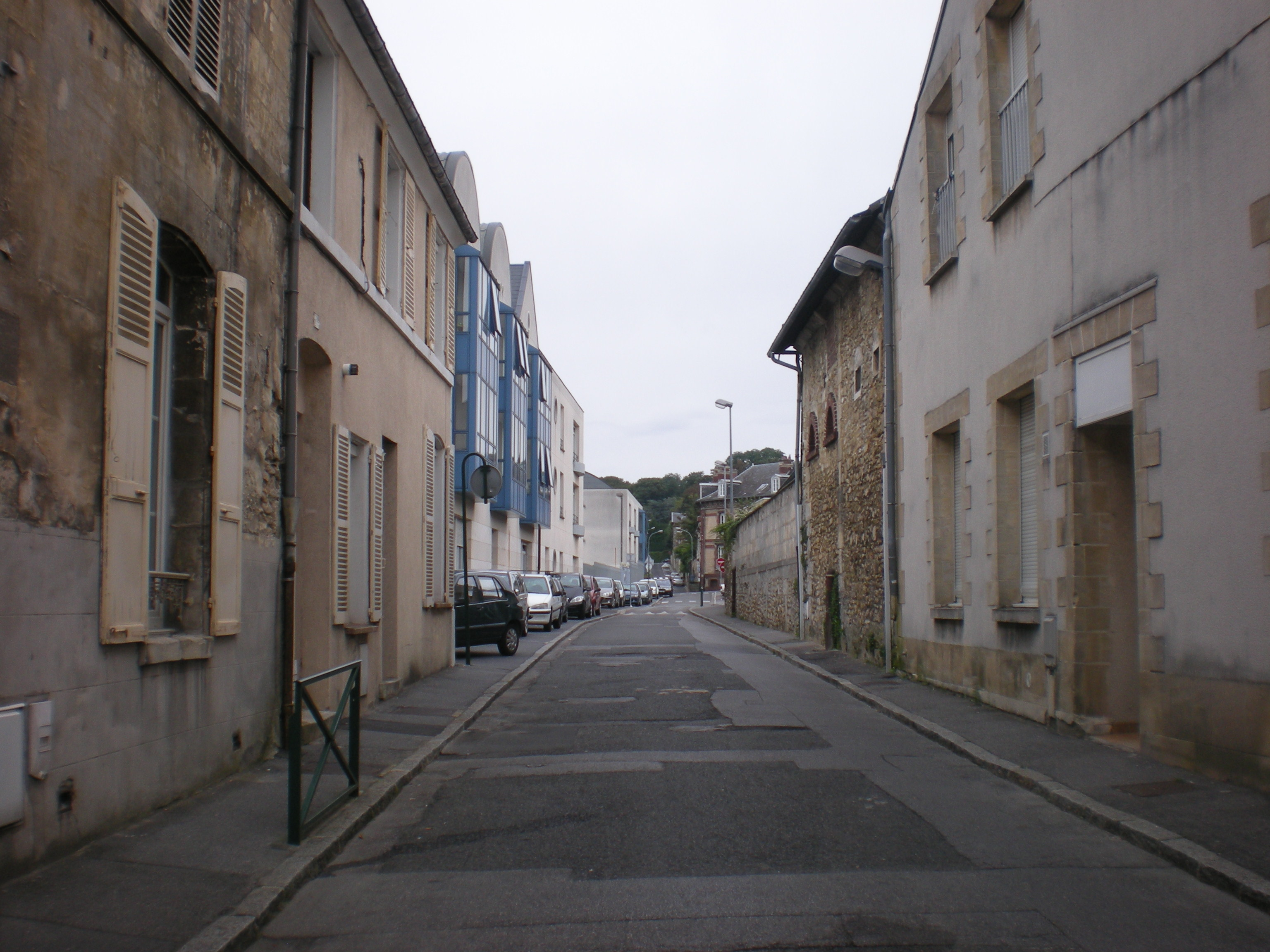
la rue de la madeleine

- Rue de la Madeleine
- Chemin des Marais
- Rue Marcel Duchemin
- Chemin des Marettes
- Rue des Maronniers
- Sentier des Marteaux
- Impasse Maurice Ravel
- Route d'Auvillers
- Rue des Meuniers
- Chemin des Morts
- Voierie des Morts
- Route de Mouy
- Chemin de Mouy à Clermont
- Chemin des Murs de la Poste
- Rue des Murs de la Poste

## N
- Passage du Nouveau Logis
- Chemin des dessus des Noyers

## O
- Rue d'Orgival
- Ruelle d'Orson

## P

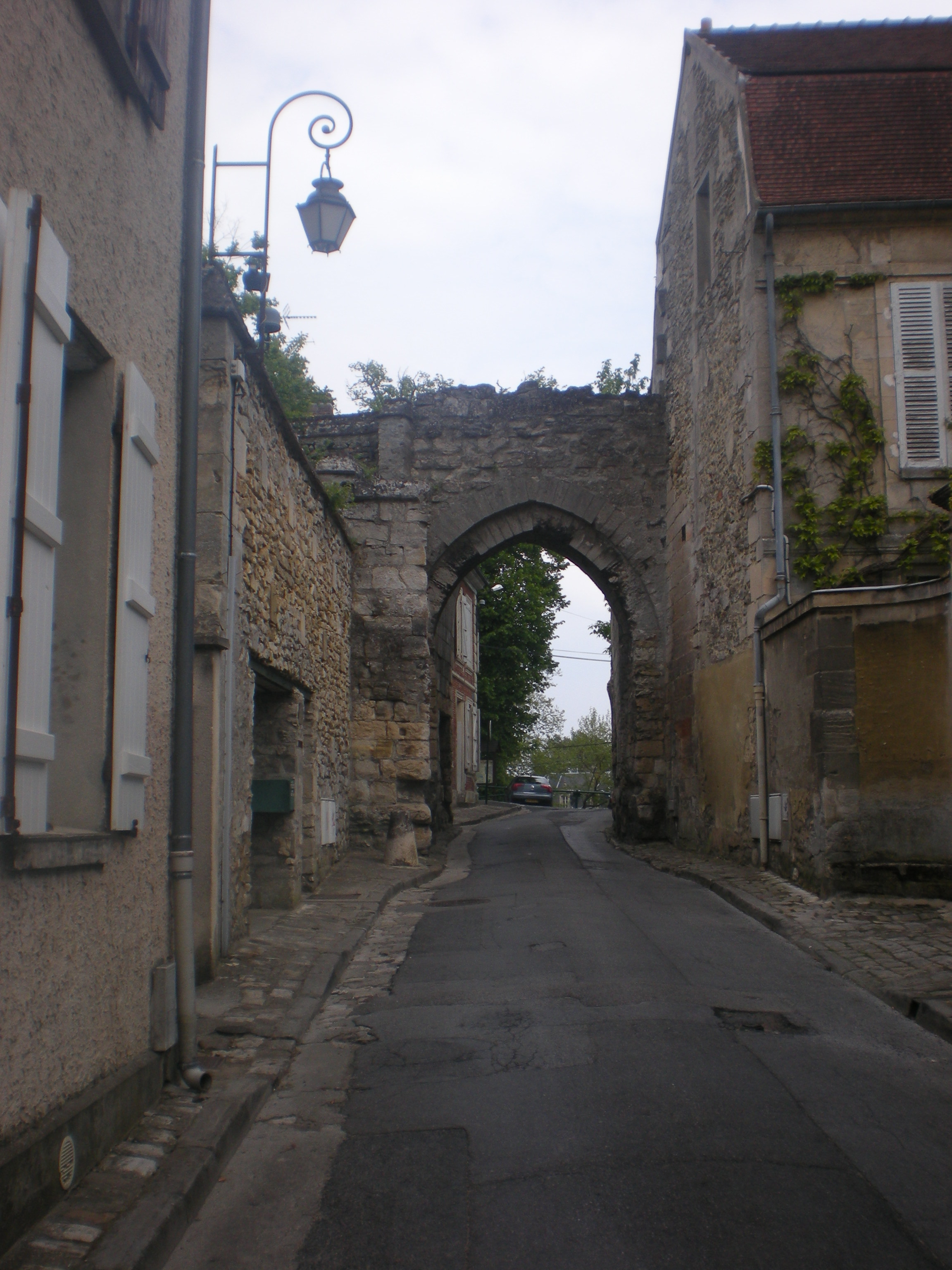
Rue de la Porte Nointel

- Rue de Paris
- Rue des Pastoureaux
- Rue du Pâtis
- Rue Paul Ambille
- Rue Paul Louis
- Chemin du Petheil
- Rue du Petheil
- Chemin des Peupliers
- Rue du Pied du Mont
- Rue Pierre Viénot
- Chemin de la Place Verte
- Chemin des Plaideurs
- Rue des Plongeons
- Voie des Plongeons
- Rue Philippe de Beaumanoir
- Rue Pierre Lonchamp
- Rue de la Pointe
- Chemin du Poirier
- Rue du Pont de Pierre
- Rue de la Porte Nointel

## R

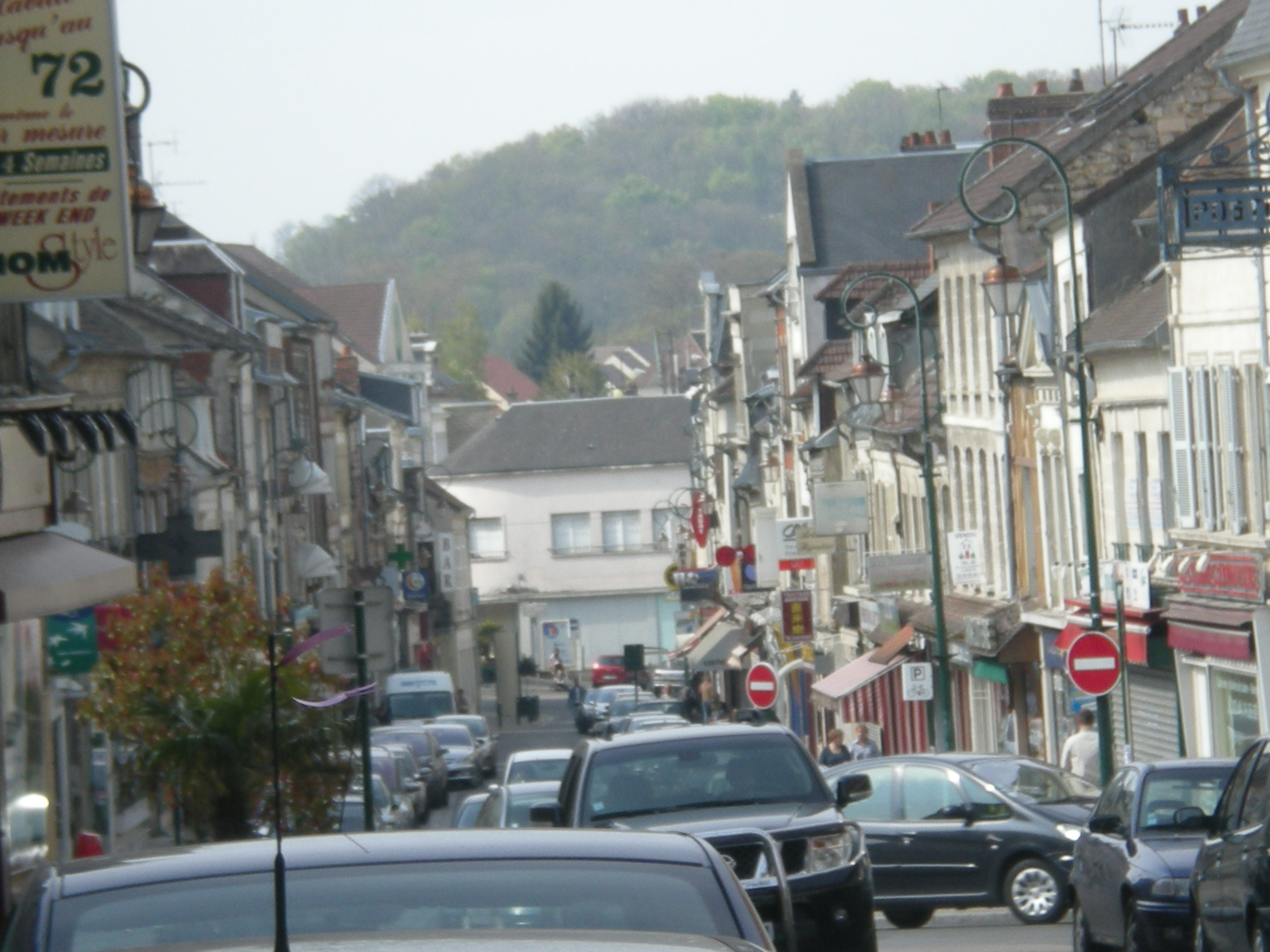
La rue de la République

- Chemin de Ramecourt à l'Equipée
- Rue de la République
- Rue Robert Rouzier
- Rue Roger-Martin du Gard
- Impasse des Rosiers
- Sentier de la Rue Neuve

## S
- Rue des Sables
- Rue Saint-André
- Sentier Saint-André
- Rue de Saint-Germer
- Chemin de Saint-Leu
- Sentier de Saint-Leu
- Avenue des Saules

## T
- Chemin de Taèle
- Rue des Tamaris
- Rue des Tenturiers
- Ruelle des Teinturiers
- Rue du Tour de ville
- Chemin du Trépendu

## U
- Ruelle des Ursulines

## V
- Rue Valentin Hauÿ
- Rue des Vendanges
- Rue de Verdun
- Rue du Verger
- Voirie Verte
- Rue Victor Hugo
- Ruelle des Vignes
- Chemin des Vignes Blanches
- Chemin des Vignes de Faÿ
- Sentier des Vignobles
- Place Vohburg.

## W
- Rue Wenceslas-Coutellier